# ゲームディストリビューション
ゲームディストリビューション (GameDistribution) は、ウェブゲーム開発者およびデジタルパブリッシャーに対して、クロスプラットフォーム配信およびインゲームマネタイズのためのツールを提供するプラットフォームである。

## 歴史
GameDistributionは2008年、ノルウェーのオスロで設立され、リアルタイム分析によるゲームの配信とパフォーマンストラッキングを自動化するプラットフォームとして開始された。2016年、同社はオランダを拠点とするAzerionに買収され、マネタイズツールの強化とグローバル展開を果たした。
2021年までに、GameDistributionはヨーロッパ最大のウェブゲームカタログを有し、20,000以上のタイトルを4,000を超えるパブリッシャーを通じて配信していた。

## 事業内容
GameDistributionは、開発者およびパブリッシャー向けにブラウザベースのゲーム配信およびマネタイズサービスを提供するB2B向けデジタルプラットフォームである。同社はAzerionエコシステムの一部として運営されており、本社はオランダのスキポール＝ライクにあり、従業員数は約70名である。
このプラットフォームは、クロスプラットフォーム対応のカジュアルゲームのカタログを提供しており、プリロール広告、ミッドロール広告、報酬型広告、バナー広告、アプリ内課金（IAP）などによるマネタイズに対応している。GameDistributionは、独自のヘッダービディング技術を活用して広告収益を最適化しており、開発者およびパブリッシャー向けに統合されたマネタイズツールを提供している。
開発者は、GameDistributionのプラットフォームを通じて自らのゲームを配信することができ、技術サポートおよび品質保証（QA）チェックを含むサービスによって、同社の技術基準に適合した配信が可能となっている。プラットフォーム上のゲームコンテンツの多くは、サードパーティの開発者とのパートナーシップによって提供されている。
パブリッシャー向けには、既存のウェブサイトに組み込むことができるホワイトラベルのゲームセクションも提供されており、マネタイズ機能があらかじめ組み込まれたブラウザベースのゲームが多数含まれている。
同社のグローバル配信ネットワークは、4,800以上のポータルサイト、メディア、通信事業者、電子機器メーカーなどを含んでおり、先進国および新興市場の両方に幅広くリーチしている。